# Тутагачево
Тутага́чево (баш. Тутағас) — деревня в Балтачевском районе Башкортостана, относится к Нижнесикиязовскому сельсовету.
Основана башкирами рода Кыр-Унлар (племя Унлар) во второй половине XIX века на собственной земле.

## История
Деревня возникла при одноименном озере во второй половине XIX века. Впервые учтена при X ревизии (1859 года).   Основано башкирами из рода Кыр-Унлар (племя Унлар) на своей земле. В XVI веке проживали в долине реки Белой, затем часть унларцев вынуждена была переселиться на север. Часть унларовцев проживает на реке Уфа при впадении в неё Юрюзани. Их родичами являются жители д.Кашкалево, Новокизганово, Даутларово, Бакалы Бураевского района, а так же несколько деревень Аскинского, Караидельского и др.районов. В Балтачевском районе деревня Имяново была основана унларовцами, затем она оказалась в Кыр-Таныпской волости.
В 1906 году в деревне проживали башкиры- 409 человек (76 дворов, в одном дворе молго быть несколько домов). В 1920 году- 612 человек (104 дома). 
До 2010 года в деревне действовала неполная средняя общеобразовательная школа. Ныне здесь функционируют детский сад, фельдшерско— акушерский пункт, сельский клуб, магазины. 
Название озера и деревни, предположительно, происходят от слов «тут» («тутовник») и «ағас» (дерево) (с.148). Слово  «тут» употребляется еще в значении «ржавчина».

## Географическое положение
Расстояние до:
- районного центра (Старобалтачёво): 10 км,
- центра сельсовета (Нижнесикиязово): 6 км,
- ближайшей ж/д станции (Куеда): 55 км.

## Население
| 2002 | 2009 | 2010 |
| ---- | ---- | ---- |
| 364  | ↗370 | ↘308 |

Согласно переписи 2002 года, преобладающая национальность — башкиры (95 %).

## Известные люди
- Магзумов, Айрат Муллыевич (1959-2006), депутат палаты представителей Государственного собрания РБ (1994-1996), глава муниципального района Балтачевский район Республики Башкортостан (1996- 2006), заслуженный строитель Республики Башкортостан.[8]
- Хамаева, Рая Маснавиевна , педагог, преподаватель детской школы искусств, хормейстер, заслуженный работник культуры Республики Башкортостан.

## Улицы
Улица Кирова
Красноармейская улица
Крупская улица
Пионерская улица
Рабочая улица
Советская улица